# Honda S660
L' Honda S660 és un kei car descapotable esportiu de dues places fabricat pel fabricant japonès Honda amb un motor central transversal, amb tracció al darrere. És el successor a l'Honda Beat, i a l'Honda S2000 (també pertany a la família de models "S" d'Honda).

## Visió general
El S660 és un kei car descapotable amb motor central. Les seves dimensions, a causa de les restriccions de kei car, són gairebé idèntiques a l'Honda Beat. Es ven amb una transmissió manual de 6 velocitats o una transmissió automàtica CVT de 7 velocitats amb paletes de canvi, ambdues opcions són ofertes en els dos acabats disponibles (Alfa i Beta). El S660 pesa aproximadament 830 kg amb la transmissió manual i 850 kg amb la CVT, i s'afirma que té un equilibri de pesos davant/darrere 45/55.
La convenció de la nomenclatura d'utilitzar la lletra "S" es segueix pel cubicatge del motor, sent una tradició que torna del segon cotxe de producció d'Honda, l'Honda S500 (del qual el S660 s'insipira).

## Rendiment
El S660 està alimentat pel mateix motor turbo de 658 cc S07A turbo utilitzat en el N-One amb algunes millores mecàniques. En el S660, aquest motor està disposat de forma central i produeix 47 kW (63 hp; 64 PS) kW (63 HP; 64 ) kW (63 hp; 64 ) a 6,000 rpm i 104 N·m (77 lbf·ft) N·m (77 ) N⋅m (77 ) de torque a 2,600 rpm amb un màxim de revolucions de 7,700 rpm per a la transmissió manual i 7,000 rpm per la CVT. Això dona al S660 un temps de 0–97 km/h (0–60 milles per hora) de poc més de 10 segons.

## Desenvolupament i llançament
Un prototip es va mostrar en el Saló de l'Automòbil de Tòquio al novembre de 2013. El prototip i la proposta de l'anunci de producció van ser àmpliament coberts per pàgines de notícies i blogs entusiastes dels automòbils. Les reaccions inicials al prototip eren favorables.
Després que el S660 s'introduís al mercat, la seva primera crítica de conducció va ser al juny 2015 d'un prototip del mercat japonès conduït per Top Gear a Tòquio. L'autor va concloure que el cotxe era "summament maniobrable" però mancava de potència, cosa que esperava que un model d'exportació amb un motor més gran esmenaria, i sentia que tal model d'exportació podria ser un potencial competidor del Mazda MX-5.

### Primeres fotografies
El prototip S660 va ser fotografiat per entusiastes automobilístics en un esdeveniment automobilístic a principis 2015 i publicat en la revista automobilística japonesa Mag-X, i posteriorment republicat en els EE.UU. en el blog automobilístic The Truth About Cars. Les fotografies van incloure diverses fotos exteriors i una del compartiment del motor obert.

### Producció
L'equip de desenvolupament del S660 va estar dirigit per Ryo Mukumoto, qui va batre a altres 400 participants en una competició a casa de la pròpia Honda, a l'edat de 22 anys. Honda el va fer l'enginyer cap més jove en la història de la companyia malgrat la seva manca d'experiència d'enginyeria, i se li van donar 5 anys per desenvolupar el S660.

## Interromput
El 12 de Març de 2021, Honda va anunciar el final de la producció del S660 al març de 2022.

## Galeria

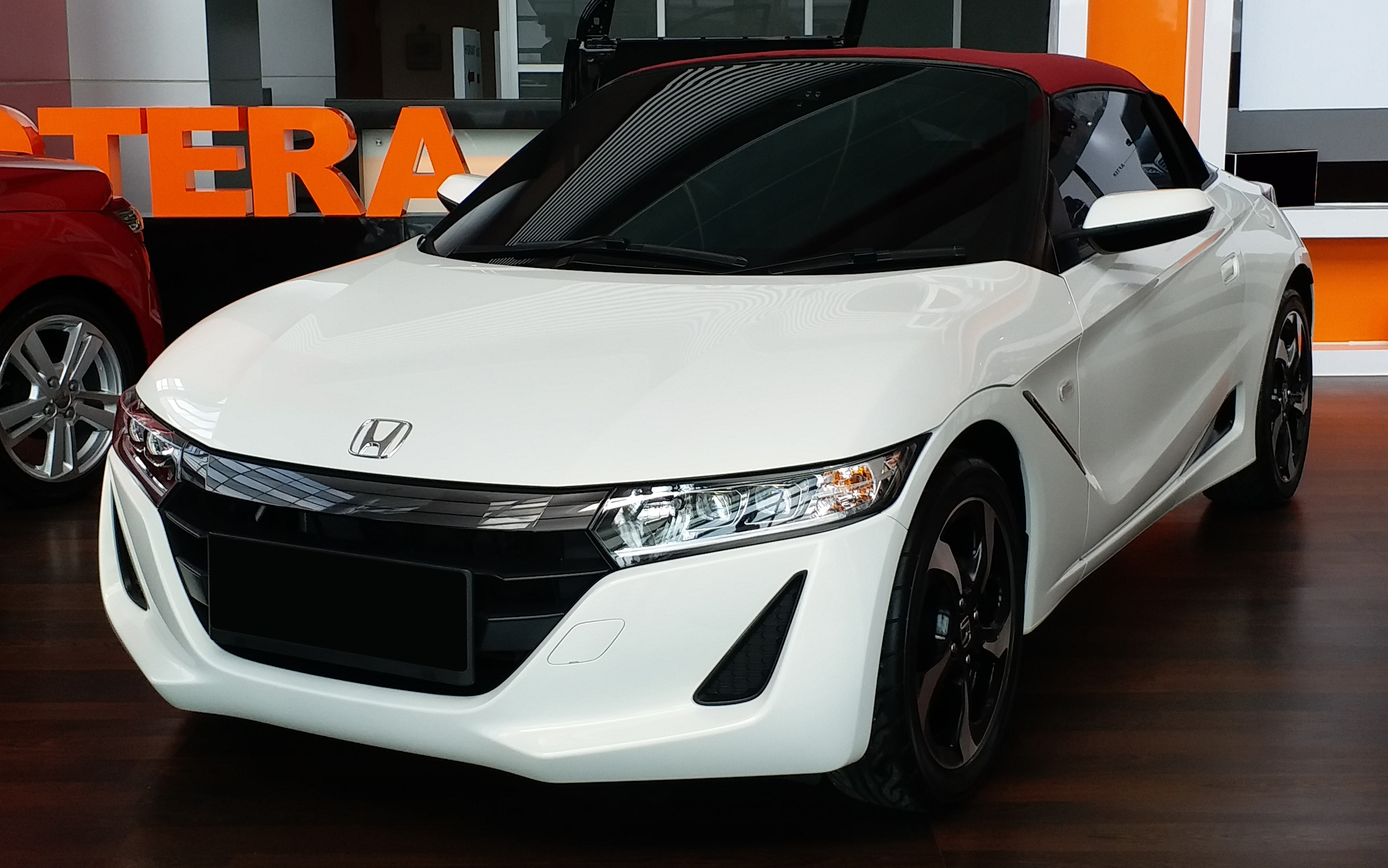
Honda S660 Concept Edition
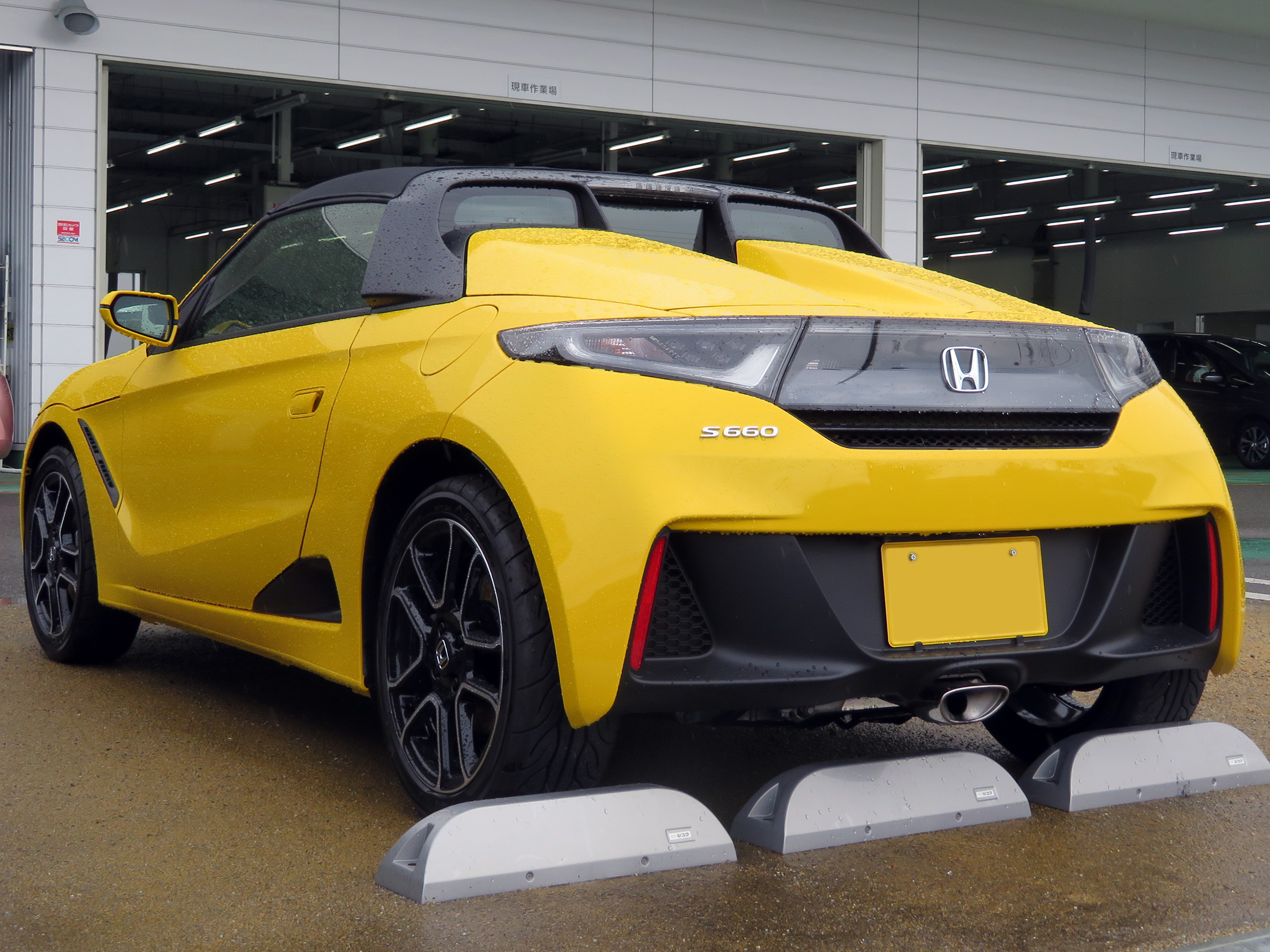
Honda S660 α
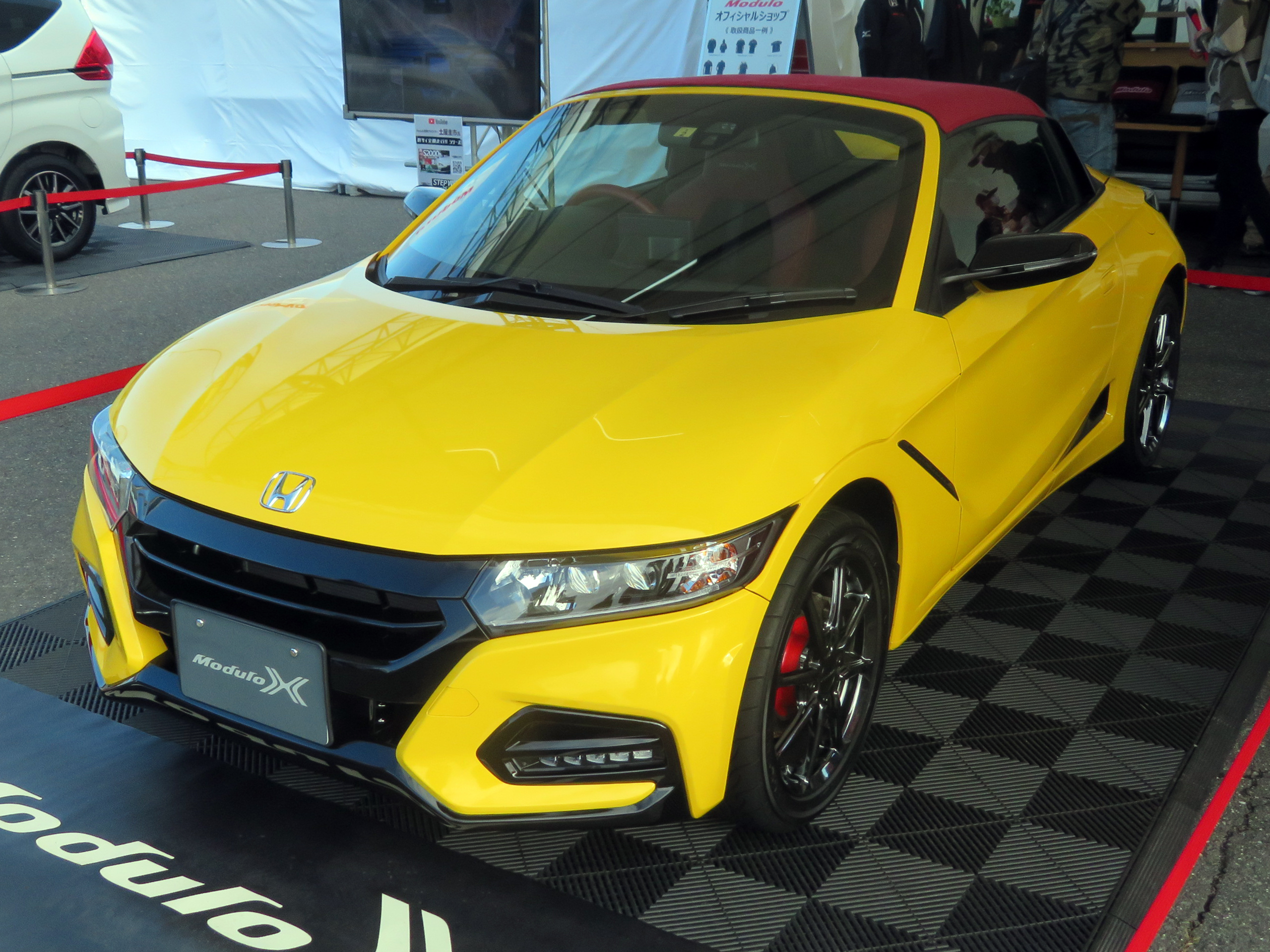
Honda S660 Modulo X
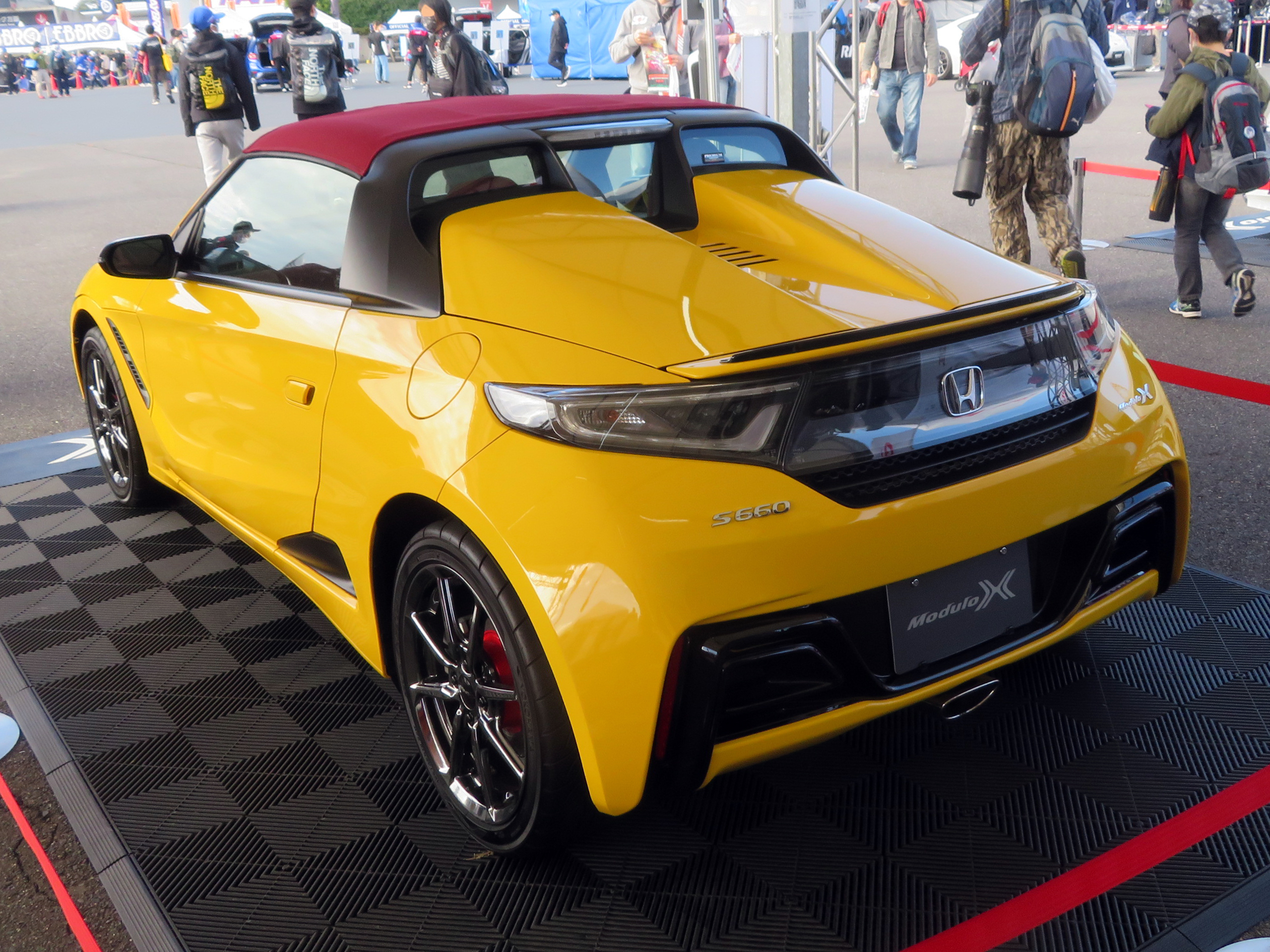
Honda S660 Modulo X
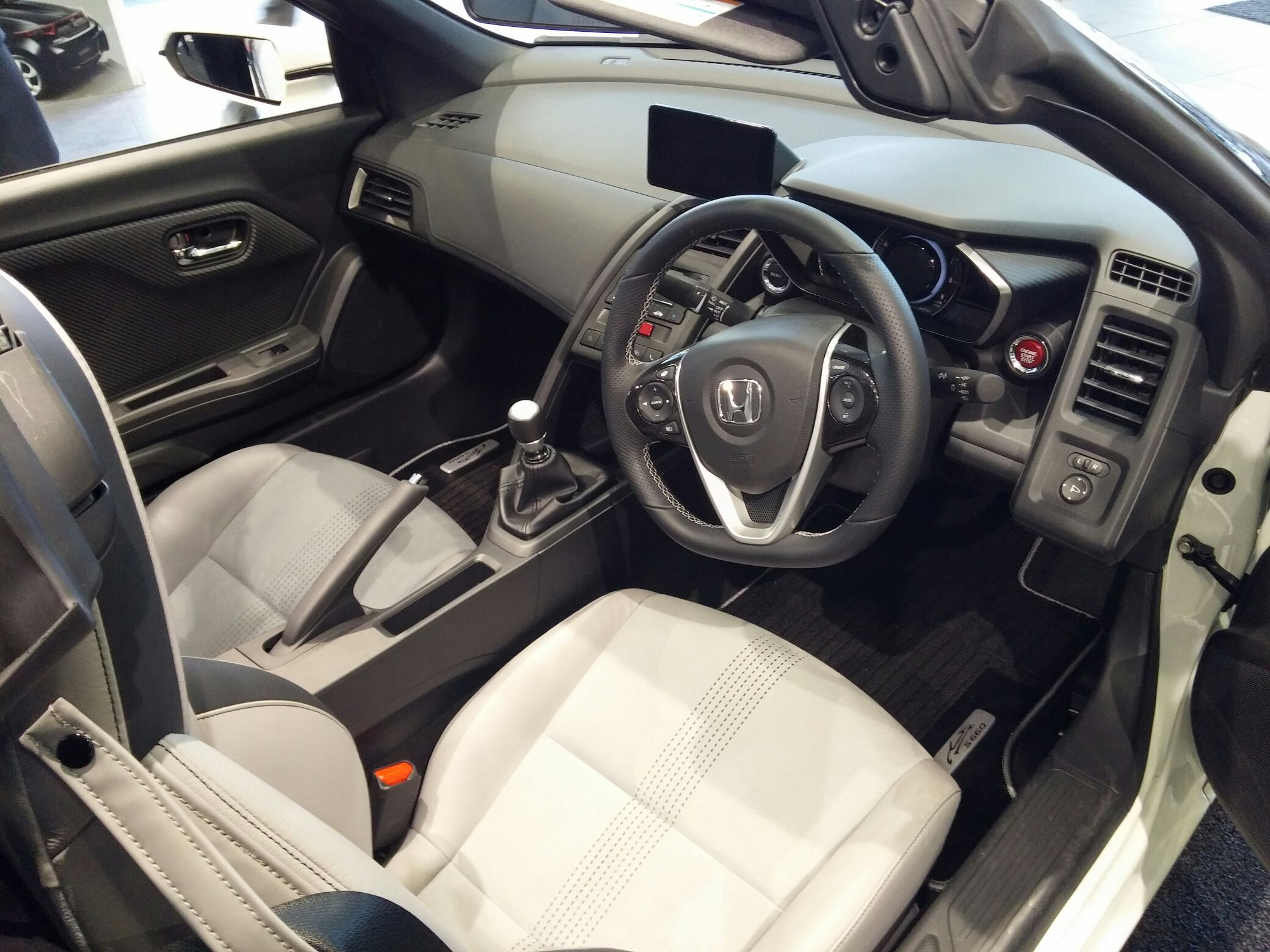
Interior Honda S660
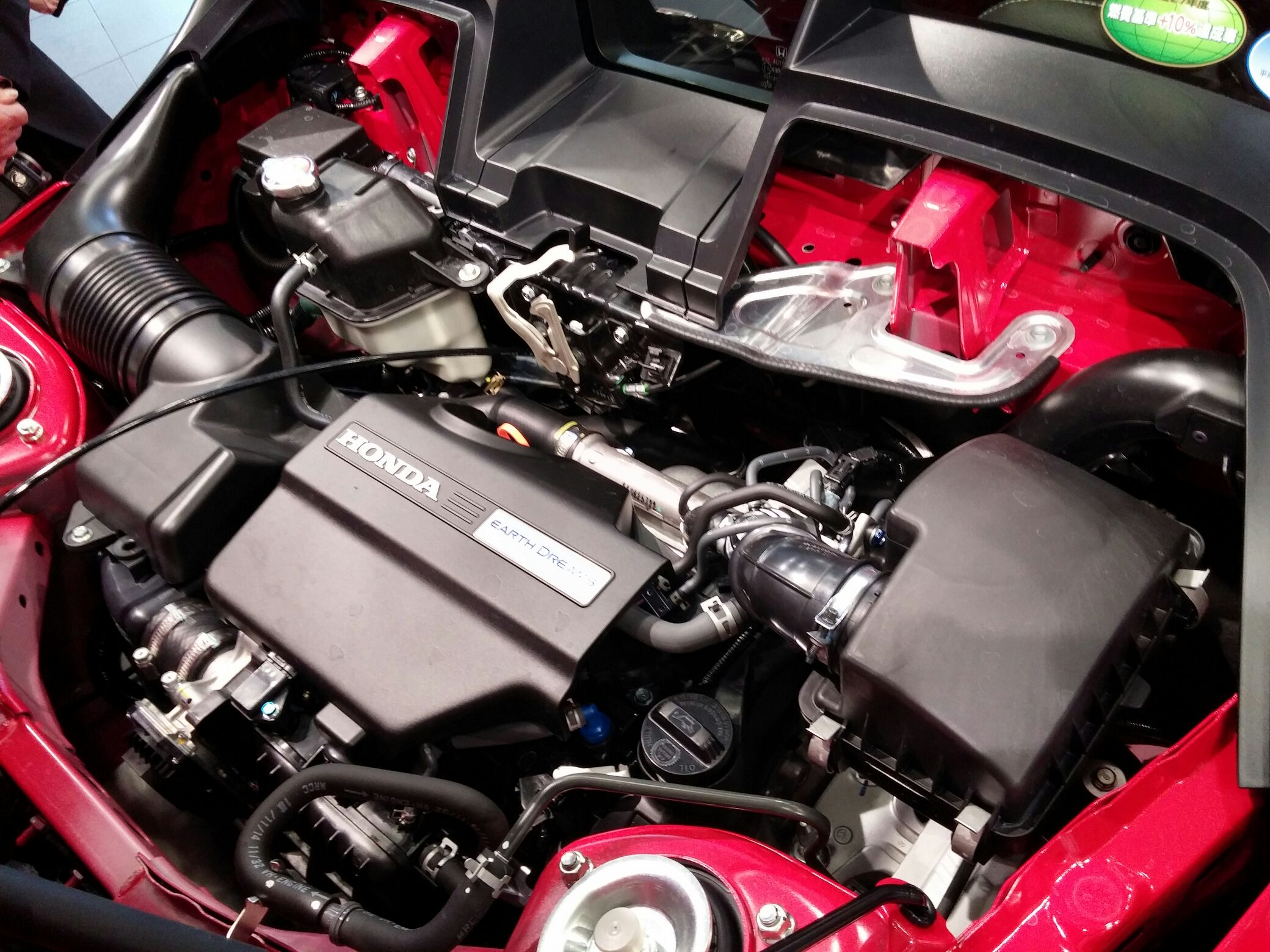
Motor S07A Turbo